# The Ballad of Thunder Road
The Ballad of Thunder Road ist ein Lied, das 1958 von Robert Mitchum und Don Rave geschrieben wurde. Es war der Titelsong des Films Kilometerstein 375 in dem Mitchum die Hauptrolle spielte. Im Film wird der Titel von Randy Sparks gesungen. Diese Aufnahme wurde nicht auf Vinyl veröffentlicht. Stattdessen veröffentlichte Mitchum zeitgleich zur Filmpremiere im Mai 1958 seine Aufnahme auf Capitol Records.

## Text
Der Song handelt von einem jungen Mann aus den Bergen, der mit seinem Auto den, von seinem Vater schwarzgebrannten Whiskey (Moonshine) schmuggelt. Im Refrain des Liedes wird die Schmuggelei als Thunder Road beschrieben, der Motor macht den Donner, die Ladung wird als Blitze dargestellt und der Moonshine soll den Durst des Teufels löschen. Der Vater macht sich aufgrund der zahlreichen Steuerfahnder Sorge um seinen Sohn und bittet ihn keine weitere Fahrten mehr durchzuführen. Bei der letzten Tor verfolgen den Jungen aber 200 Steuerfahnder, das Fahrzeug kommt bei 90 Meilen pro Stunde von der Straße ab und der Teufel bekommt in dieser Nacht sowohl den Moonshine wie auch den Jungen.

## Veröffentlichung
Die musikalische Leitung des Orchesters übernahm Jack Marshall.
Die Single erschien im Mai 1958 bei Capitol Records mit dem Titel My Honey's Lovin' Arms auf der B-Seite unter der Katalognummer F3986. Frühe Pressungen geben den Titel nur mit Thunder Road an.

## Charterfolg
Der Song erreichte 1958 Platz 62 in den Billboard Hot 100, 1962 gelang dem Titel ein Wiedereinstieg bis auf Platz 65. Insgesamt hielt sich The Ballad of Thunderroad 21 Wochen in den Charts. Die Version des Bluegrass-Duos Jim & Jesse erreichte 1967 Platz 44 der Billboard Hot Country Songs.

## Coverversionen
Das Stück wurde von einigen Künstlern wie Tex Williams (1958), Joe Maphis (1967), Sleepy LaBeef (1970) und der Charlie Daniels Band (2001) gecovert. Die Plattform cover.info verzeichnete im März 2023 insgesamt 14 Versionen des Liedes, auf secondhandsongs.com waren 15 Versionen verzeichnet.